# 在印度蒙古人
在印度蒙古人指的是居住於印度的蒙古人或是印度當地出生的蒙古人後裔，大多數為佛教僧侶、學者或者交換學生。

## 歷史

### 從西藏移民
在昌都戰役和1959年藏區騷亂過後，許多於西藏的蒙古人跟隨藏族流亡至印度，主要定居於噶倫堡及西孟加拉省。迪魯瓦·阿旺洛桑丹增仍然保持與他們的聯繫。美國學者歐文·拉鐵摩爾則提醒當時的印度國防部長克里什那·梅农，該族群是中共統治西藏情形的重要情報來源。
來自蒙古的學者對學術界有著不小的的貢獻，例如Chimpa喇嘛協助喬治·德·羅列赫編譯俄羅斯文-梵文的字典。其他學者還包括達喇嘛（Da-Lama）、仁增旺波（Rigzin Wangpo）、格西汪杰（Geshe Wanggyal）、格西卡登（Geshe Kaldan）、格西阿格汪尼瑪（Geshe Agwang Nima），部分繼續居於噶倫堡，有些人選擇前往瓦拉納西印度大學或是德里大學任教。部分人士後來還俗，娶妻生子。

### 從蒙古移民
2009年，蒙古國總統辦公室統計超過五百名蒙古國公民居住在印度，其中約三百人為接受印度高等教育的學生。大約有20名學生在喜馬偕爾邦索蘭縣的國際英語學校上著EFL課程，另外還有其他20名學生就讀於安得拉邦海得拉巴的英語和外語大學。同年有10名蒙古人在浦那學習資訊科技的相關內容。2011年，超過230名蒙古僧侶學生居住於穆恩德戈德。2012年，印度政府宣布將給予蒙古50個獎學金名額。

## 知名人士
- 娜民金（英语：Nominjin），蒙古女歌手，曾居住於印度五年[9]。
- 蔣巴南卓·確吉堅贊，第九世哲布尊丹巴呼圖克圖[10]。

## 外部連結
- Mongol Studies in India: The Country of Buddha. 駐印度蒙古大使館, 2009年11月20日.
- （蒙古文） Mongolian Students Association in India[永久]